# Christensonella cogniauxiana
Christensonella cogniauxiana là một loài thực vật có hoa trong họ Lan. Loài này được (Hoehne) Szlach., Mytnik, Górniak & Smiszek mô tả khoa học đầu tiên năm 2006.